# Pentapodus trivittatus
Pentapodus trivittatus là một loài cá biển thuộc chi Pentapodus trong họ Cá lượng. Loài cá này được mô tả lần đầu tiên vào năm 1791.

## Từ nguyên
Từ định danh trivittatus được ghép bởi hai âm tiết trong tiếng Latinh: tri ("ba") và vittatus ("có sọc"), hàm ý đề cập đến ba dải sọc trắng bạc ở hai bên lườn của loài này.

## Phân bố và môi trường sống
P. trivittatus có phân bố tập trung ở quần đảo Mã Lai, trải dài về phía đông đến đảo New Guinea và quần đảo Solomon, phía bắc đến quần đảo Caroline.
P. trivittatus sống trên nền đáy cát gần các rạn san hô và thảm cỏ biển, độ sâu tìm thấy chúng trong khoảng 2–30 m.

## Mô tả
Chiều dài cơ thể lớn nhất được ghi nhận ở P. trivittatus là 28 cm.
Số gai vây lưng: 10; Số tia vây lưng: 9; Số gai vây hậu môn: 3; Số tia vây hậu môn: 7; Số gai vây bụng: 1; Số tia vây bụng: 5.

## Sinh thái
Thức ăn của P. trivittatus là cá nhỏ, giáp xác và giun nhiều tơ.

## Sử dụng
P. trivittatus được bán với số lượng nhỏ tại các chợ cá địa phương, chủ yếu là đánh bắt thủ công.